# Peter Walker (architect)

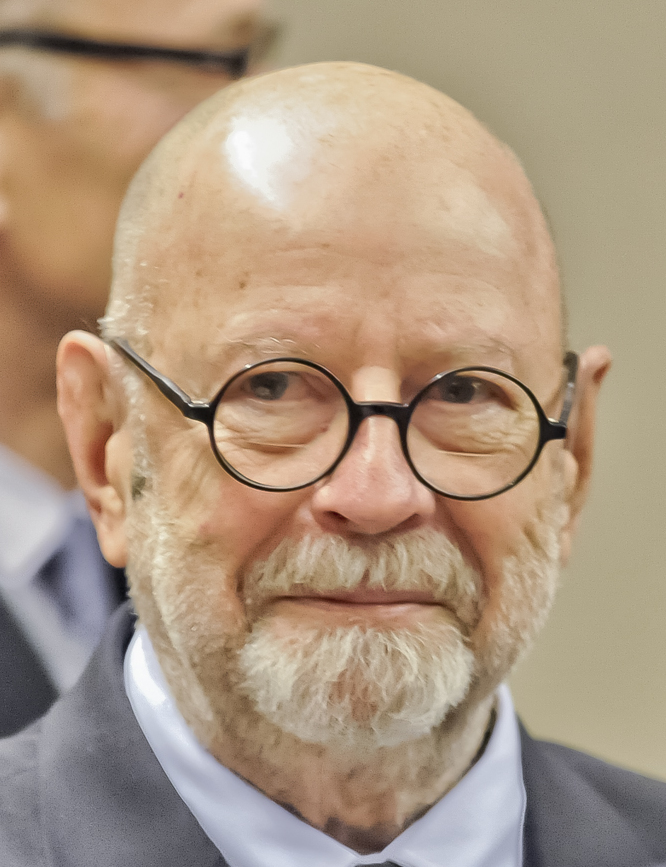
Peter Walker in 2012

Peter Walker (California, 1932) is een Amerikaanse architect.
Hij werkte onder meer samen met I. M. Pei, Rem Koolhaas, Norman Foster and Yoshio Taniguchi. Ook adviseerde hij Michael Arad bij Reflecting Absence, het monument voor de slachtoffers van 11 september 2001.
Met zijn bedrijf Peter Walker and Partners werkte hij onder meer aan het Millennium Park voor de Olympische Spelen van Sydney (2000), het hoofdkwartier van het Zwitserse bedrijf Novartis en Disney City in Orlando en het Bank of America Center in Los Angeles.
- Bibliothèque nationale de France: cb12162400f (data)
- CiNii: DA11193314
- Gemeinsame Normdatei: 13015380X
- International Standard Name Identifier: 0000 0001 1473 5188
- Library of Congress Control Number: n86808770
- Nationale Bibliotheek van Letland: 000224943
- Bibliotheek van het Japanse parlement: 00543262
- Nationale Bibliotheek van Tsjechië: jn20020102040
- Nationale Bibliotheek van Israël: 987007446854405171
- SNAC: w6jx6brc
- Système universitaire de documentation: 073265632
- Union List of Artist Names: 500027735
- Virtual International Authority File: 61586055
- WorldCat: E39PBJf49Mf7pgqw4k6X4DcQMP